# Chaunax multilepis
Chaunax multilepis, tên thông thường là cá nóc hòm đốm Ấn Độ, là một loài cá biển thuộc chi Chaunax trong họ Chaunacidae. Loài này được mô tả lần đầu tiên vào năm 2016.

## Danh pháp khoa học
Danh pháp khoa học của loài cá này, multilepis, trong tiếng Latinh có nghĩa là "nhiều vảy", ám chỉ 4 cơ quan đường bên ở bên dưới xương nắp mang, so với 3 đường ở các loài còn lại trong chi.

## Phân bố và môi trường sống
Chaunax multilepis có phạm vi phân bố ở vùng biển Đông Ấn Độ Dương. Loài này được thu thập ở biển Andaman và ngoài khơi bờ biển tây nam Ấn Độ (khoảng giữa Mangalore và Kollam). Chúng được tìm thấy ở độ sâu khoảng từ 295 đến 350 mét.

## Mô tả
Chiều dài tối đa được ghi nhận ở Chaunax multilepis có kích thước khoảng 15,2 cm. Màu sắc của các mẫu vật khi còn sống: màu đỏ hoặc nâu nhạt với các đốm màu xanh lục; vùng bụng có màu nhạt hơn lưng. Tiêu bản của các mẫu vật có màu nâu rất nhạt (gần như trắng) với các đốm màu xám nhạt.
Số gai ở vây lưng: 3; Số tia vây mềm ở vây lưng: 12 (tia thứ nhất ngắn nhất); Số gai ở vây hậu môn: 0; Số tia vây mềm ở vây hậu môn: 7 (tia thứ nhất ngắn nhất); Số tia vây mềm ở vây ngực: 11 – 12 (tia thứ 4 hoặc 5 thường dài nhất); Số tia vây mềm ở vây đuôi: 9.